# Кудымова, Евгения Сергеевна
Евгения Сергеевна Чаюн (Кудымова) (род. 15 сентября 1990, Тюмень) — российская аэробистка, первая чемпионка мира по спортивной аэробике в Тюменской области, первый мастер спорта России международного класса в Тюменской области, чемпионка мира 2012 в номинации «aerostep» и бронзовая призёр в номинации «mixed pairs», 4-кратная чемпионка Европы по спортивной аэробике 2013 (Франция, Арк) и 2015 (Португалия, Елваш),серебряная призёрка Всемирной универсиады 2011 (Китай, Шэньчжэнь), 2-кратная бронзовая призёрка чемпионата Европы 2011 в номинациях «смешанная пара» и «группа», победитель первенства Европы 2007 в возрастной категории 15-17 лет в номинации «группа».
Является единственной аэробисткой, представлявшей сборную команду России по спортивной аэробике на чемпионатах мира во всех номинациях «индивидуальные выступления» — 2014; «смешанные пары» — 2012; «трио» — 2010; «группа» — 2010, 2012; «танцевальная гимнастика» — 2012; «гимнастическая платформа» — 2012, 2014. Входит в Зал славы сборной команды России по спортивной аэробике.

## Биография
Мать Елена Кудымова занималась гимнастикой и конькобежным спортом, тренер по спортивной аэробике. Отец в прошлом нападающий хоккейной команды «Рубин». Двоюродная сестра Котова Елизавета волейболистка.
Спортивную карьеру начала с танцев, занимаясь в «доме Бурковых», затем около года занималась дзюдо, потом стала заниматься спортивной аэробикой у Людмилы Латышевой, после чего до 2007 годы тренировалась под руководством своей матери на базе СОК «Дорожник».
В 2007 году была приглашена в состав номинаций «трио» и «группа» в Омск для участия в первенстве Европы 2007 и тренировалась под руководством Арены  Диколенко и Гелены Лузгиной. После победы на первенстве Европы 2007 года главным тренером сборной команды России Татьяной Соловьевой была приглашена в основной состав сборной команды России по спортивной аэробике в Москву. С 2008 по 2015 годы являлась членом сборной команды России по спортивной аэробике.
Членом РОО «Федерации спортивной аэробики Тюменской области» и тренер спортивного клуба «GYMmaster».

## Образование
В 2013 году окончила бакалавриат, а в 2015 году магистратуру Института физической культуры ТюмГУ по специальности «Физическая культура».
В 2019 году прошла курсы повышения квалификации «Психология и управление спортивным клубом» на базе ТюмГУ.
В 2020 году вышло в свет учебное пособие «Спортивная аэробика: от новичка до мастера спорта», авторами которого являются Евгения и Данил Чаюн.

## Семья
В 2016 году вышла замуж за Данила Чаюна — члена сборной команды России по спортивной аэробике, с которым познакомилась ещё в 2006 году на соревнованиях в Омске, сын Артём.
В 2020 году приняли участие и стали победителями Всероссийского конкурса «Семья года» в номинации «Молодая семья».

## Награды
- 2015 г. — Лауреат премии «Лучший выпускник — 2015» от ректора ТюмГУ В. Н. Фалькова
- 2013 г. — Благодарность Министра спорта РФ В. Л. Мутко за успешное выступление на IX Всемирных играх 2013 года (г. Кали, Колумбия)
- 2012 г. — Победитель конкурса «Спортивная элита Тюменской области»[5] в номинации «Лучший спортсмен по видам спорта, не входящим в программу Олимпийских игр»
- 2012 г. — Благодарность Директора департамента по спорту и молодёжной политике Е. В. Хромина за высокие спортивные достижения
- 2010 г. — Победитель городского конкурса «Гордость Тюмени»
- 4-кратный стипендиат Губернаторской стипендии (2008, 2009, 2012, 2014).

## Звания
- Приказом Минспорттуризма РФ от 29 сентября 2006 года № 109-П присвоено спортивное звание «Мастер спорта России»
- Приказом Минспорттуризма РФ от 24 февраля 2011 года № 26-нг присвоено спортивное звание «Мастер спорта России международного класса».